# Lescovița
Lescovița – wieś w Rumunii, w okręgu Caraș-Severin, w gminie Naidăș. W 2011 roku liczyła 285 mieszkańców. 